# Pyroman (rappeur)
Pyroman, de son vrai nom Jean-Paul Kinfoussia, né à Ivry-sur-Seine, est un rappeur français proche du groupe Assassin.

## Biographie
Originaire du quartier du Champy à Noisy-le-Grand (93). Il fait ses débuts dans le rap à la suite de la rencontre avec Rockin' Squat, il sort en 1998 son premier maxi Brazza suivi de son premier album Le jour Pi en collaboration avec Neda en février 1999. En 2000 et 2001 il fait plus d'une centaine de dates à travers le monde avec Le tour de l'espoir d'Assassin. Puis il émigre au Brésil et sort son deuxième album Incendie Lyrical chez ST2. De rencontre en collaborations (Rockin Squat, Elza Soares, Veiga & Salazar, Echo Sound System...) Pyroman se fait un nom. Son troisième album Équateur Cosmique est sorti en 2006 sur le nouveau label  Livin' Astro. Cette même année il voyage au Pérou pour y donner des ateliers de rap ainsi qu'un concert.
Il retourne vivre au Brésil où il anime les nuits chaudes de Sao Paulo. Un nouvel album est annoncé en 2024 sur son compte Instagram.

## Discographie
- 1998 : Brazza - maxi (As.Prod)
- 1999 : Le jour Py - album (As.Prod)
- 1999 : Prisonnier de l'étau - maxi (As.Prod)
- 1999 : Pyroman Tape - street tape (As.Prod/LGM)
- 2000 : Supalighta Park - street tape (LGM)
- 2003 : Illegal Tape - street tape (LGM)
- 2003 : Incendie Lyrical - album (ST2)
- 2006 : Équateur Cosmique - album (Livin'Astro)
- 2008 : Free Tape - street tape
- 2008 : First Step - street tape
- 2009 : "Final Step" - street tape
- 2010 : "Mescaline" - album (Offshore Music)

## Featurings
- 1998 : Academie Mythique - Maxi "Wake up! d'Assassin
- 2000 : $$$ - album Touche d'espoir d'Assassin
- 2001 : Origens" - album "Antigamente Quilombo… de Z'Africa Brasil
- 2002 : En el frente - album Original de Veiga & Salazar
- 2003 : Volta por cima - album Vivo feliz de Elsa Soares
- 2003 : straight to the top - album Niroshima 2 de Niro
- 2004 : Témoin de mon temps - EP Libre vs Démocratie fasciste de Rockin' Squat
- 2004 : Libre Remix - EP Libre vs Démocratie fasciste de Rockin' Squat
- 2005 : City At Night - album "Round The World" de Yor123 & Skandaali
- 2007 : Planeta Terra é meu pais - EP Verdade e traumatismo de Z'Africa Brasil
- 2011 : "In a Place to B." - avec Redbull - album PMP VOL.2 -Paris/Marseille Project- de DK Prod
- 2011: "Burn Them" - album "Jetzt du" de DJ Ace feat. Karimbo & Pyroman
- 2012 : "Autour du monde" feat Taïro sur Street Tape vol 3
- 2012 : "Somos Original" feat Buitre Zamuro
- 2012 : "Paname" - Banda Black Rio - album: Super Nova Samba Funk
- 2013 : "Money Fuck Zion" feat Buddah Iscariote
- 2013 :  "Onde esta a verdade?" avec RES
- 2014 : "La Vie" - feat Tropkillaz
- 2016 :  "Victoire" feat Bik's - album PMP VOL.3 -Le Bouquet Final- de DK Prod
- 2016 : "Retour vers le futur" feat Red (ex-Redbull) - album PMP VOL.3 -Le Bouquet Final- de DK Prod